# Joachim Vogel (Jurist)
Joachim Reinhardt Vogel (* 2. Juni 1963 in Gießen; † 17. August 2013 in Venedig) war ein deutscher Rechtswissenschaftler.

## Leben
Nach dem Abitur 1982 am Gymnasium Oberkochen und dem Grundwehrdienst studierte er ab 1983 Rechtswissenschaften an der Albert-Ludwigs-Universität Freiburg. Dort legte er 1988 die erste juristische Staatsprüfung ab und absolvierte von 1990 bis 1993 den Juristischen Vorbereitungsdienst. Während dieser Zeit promovierte er 1992 an der Rechtswissenschaftlichen Fakultät der Universität Freiburg. 1994 folgte in Stuttgart die zweite juristische Staatsprüfung.
Von 1988 bis 1990 und wieder von 1994 bis 1999 war er wissenschaftlicher Angestellter und Assistent bei Klaus Tiedemann in Freiburg. 1999 wurde ihm durch die Rechtswissenschaftliche Fakultät der Universität Freiburg die venia legendi für Strafrecht, Strafprozessrecht, Rechtsvergleichung und Rechtstheorie erteilt. Er ging 1999 als Professor für Strafrecht und Rechtsphilosophie sowie Rechtsinformatik an die Ludwig-Maximilians-Universität in München. Von 2000 an war er Professor für Strafrecht und Strafprozessrecht an der Eberhard Karls Universität Tübingen. Von 2003 bis 2005 war er Prodekan der Juristischen Fakultät der Universität Tübingen und von 2005 bis 2008 Dekan. Vogel kehrte 2012 an die Ludwig-Maximilians-Universität in München zurück und lehrte dort bis zu seinem Tod Strafrecht, Strafprozessrecht und Wirtschaftsstrafrecht. Sein Forschungsschwerpunkt war das Kapitalmarktstrafrecht; er gehörte dort zu einem der deutschlandweit prominentesten Experten.
Vogel war seit 2001 Richter im zweiten Hauptamt am Oberlandesgericht Stuttgart, 1. Strafsenat. Seit Januar 2003 war er Mitherausgeber der JuristenZeitung. Des Weiteren war er Redakteur der Zeitschrift für die gesamte Strafrechtswissenschaft und Mitglied der Mainzer Akademie der Wissenschaften und der Literatur.
Vogel starb am 17. August 2013 in Venedig bei der Kollision einer Gondel mit einem Wassertaxi nahe der Rialtobrücke. Seine dreijährige Tochter wurde bei dem Unfall schwer verletzt. Seine Ehefrau und seine acht- und zehnjährigen Söhne blieben unverletzt. 2025 verurteilte ein Gericht in Venedig die städtischen Verkehrsbetriebe und zwei Bootsfahrer zu einer Millionenentschädigung.

## Werke (Auswahl)
- Norm und Pflicht bei den unechten Unterlassungsdelikten. Duncker & Humblot, Berlin 1993, ISBN 3-428-07822-5 (Dissertation).
- Juristische Methodik. de Gruyter, Berlin/New York 1998, ISBN 3-11-015727-6.
- Joachim Vogel & Michael Grotz: Perspektiven des internationalen Strafprozessrechts. C.F. Müller, Heidelberg 2004, ISBN 3-8114-5139-1.
- Einflüsse des Nationalsozialismus auf das Strafrecht. BWV, Berlin 2004, ISBN 3-8305-0629-5.